# Ventura (Cañar)
Ventura ist eine Ortschaft und eine Parroquia rural („ländliches Kirchspiel“) im Kanton Cañar der ecuadorianischen Provinz Cañar. Die Parroquia besitzt eine Fläche von 68,33 km². Die Einwohnerzahl lag im Jahr 2010 bei 1288. 

## Lage
Die Parroquia Ventura liegt an der Westflanke der Anden. Der Río Chanchán fließt entlang der nordöstlichen Verwaltungsgrenze nach Nordwesten. Der Südwesten wird über den Río Chilcales zum Río Bulubulu entwässert. Im Westen trennt der 1200 m hohe Höhenkamm des Cerro Guayas das Verwaltungsgebiet von der weiter westlich gelegenen Küstentiefebene. Der etwa 400 m hoch gelegene Hauptort Ventura befindet sich 40 km nordnordwestlich des Kantonshauptortes Cañar. Die Fernstraße E47 (El Triunfo–Alausí) durchquert den Süden der Parroquia.
Die Parroquia Ventura grenzt im Nordosten an den Kanton Cumandá (Provinz Chimborazo), im Osten an die Parroquia Huigra (Kanton Alausí, Provinz Chimborazo), im Südosten an die Parroquia General Morales, im Südwesten an die Parroquia Chontamarca sowie im Westen an den Kanton El Triunfo in der Provinz Guayas.

## Geschichte
Die Parroquia Ventura wurde am 29. Dezember 1993 gegründet. Zuvor war Ventura eine Comunidad in der Parroquia Chontamarca.